# Israel (композиция)
Israel (Израиль) — композиция Джона Каризи, ставшая джазовым стандартом. Описанная как «минорный блюз», она была впервые записана в 1949 году Майлзом Дэвисом в рамках сессий Birth of the Cool. Считается, что это «раннее использование интервала чистой кварты», который «арпеджирует пару из трёх восходящих кварт в тактах 9–10».
С тех пор «Израиль» стал ассоциироваться в первую очередь с джазовым пианистом Биллом Эвансом и звучит в нескольких записях его трио. По словам Джо Аттербэка, сольная работа Марти Морелла в трио над такими песнями, как «Израиль» и «Пери», — это «доказательство того, что барабанщик может играть мощно и свободно, не теряя мелодической линии и не мешая другим музыкантам». «Израиль» позже был перепет Джерри Маллиганом с его концертным джаз-бэндом для альбома 1961 года  Gerry Mulligan Presents a Concert in Jazz. Считается, что Каризи переработал мелодию специально для Маллигана, чтобы сделать запись.